# マックスバリュエクスプレス博多祇園店

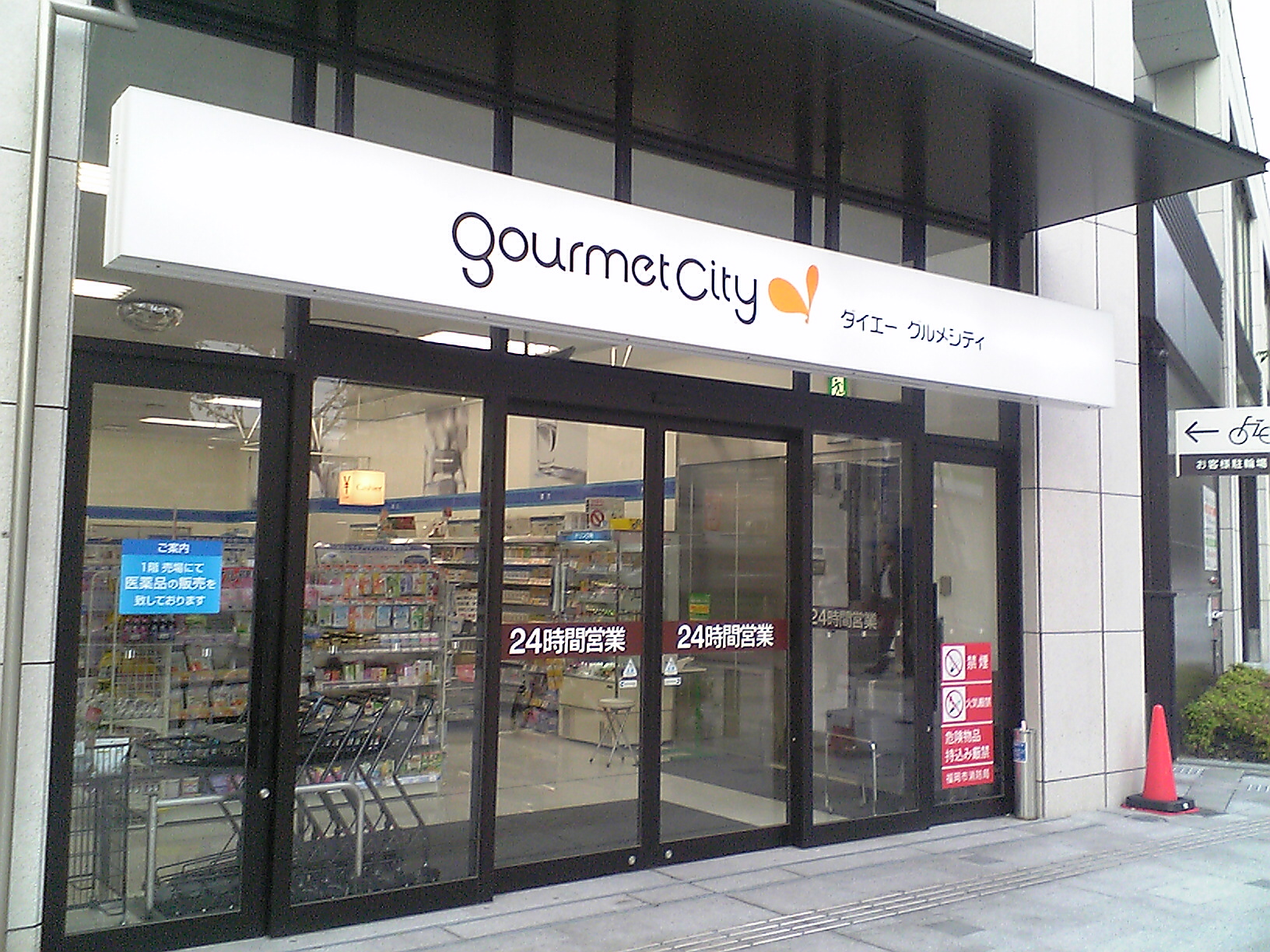
グルメシティ博多祇園店時代の店舗外観

- イオングループの商業ブランド > マックスバリュ > マックスバリュエクスプレス博多祇園店
- イオン (企業) > ダイエー > ユニード > ユニード本店

マックスバリュエクスプレス博多祇園店（マックスバリュエクスプレスはかたぎおんてん）は、イオン九州が福岡県福岡市博多区で運営しているスーパーマーケットである。
2015年8月31日までの旧店舗名はダイエーグルメシティ博多祇園店であり、グルメシティ時代の店番号は0728であった。
本項では、前身の渕上百貨店時代・ユニード（丸栄・ユニードダイエー）本店時代・ダイエー（グルメシティ）渕上店およびダイエーグルメシティ博多祇園店時代についても記述する。

## 概要
もともと当店のあった地には、ユニードを創業した渕上家が、渕上呉服店を営業しており、その後株式会社への改組を経て百貨店へ業態を変更、渕上百貨店となる。その後、スーパーマーケット丸栄を展開したり、移転直後の博多駅ビル（博多ステーションビル）に大光百貨店をオープンさせるも苦戦する。1963年12月21日には、渕上百貨店も火災で焼失してしまう。その際、デパートではなくスーパーマーケットとしての再オープンを選択し1965年10月21日に「丸栄」として再オープンした。
その後、社名をユニード（後にユニードダイエーに改称）としたことでユニード（ダイエー）本店及びユニードの本社オフィスとなり、ダイエーへの傘下入りを経てユニードは1994年にダイエーに吸収合併された。それに伴い店舗名もダイエー渕上店やグルメシティ渕上店と変化していった。
当店の前には「渕上前」交差点や西鉄バスの「渕上前」バス停留所があったが、のちに交差点は「祇園町西」に、バス停は近隣に開設された商業施設の名にちなみ「キャナルシティ博多前」に改称された。
その後1990年代後半から2000年代に入りダイエーの経営が悪化。同時に渕上店の建物も老朽化が目立ち改築を迫られていた。そこで、ダイエーは2005年10月31日に渕上店を閉店。2006年11月10日には旧渕上店の跡地を東京建物に50億円で売却した。その後、東京建物が当地域の再開発の為に設立した「祇園開発特定目的会社」により「博多祇園センタープレイス」の名で地上11階、地下1階、塔屋1階の店舗兼オフィスビルを建設。テナントとしてダイエーがグルメシティとして入居した。のちにダイエーがイオングループ入りしたことにより、2015年9月1日に、当店を含む九州のグルメシティなど14店舗が吸収分割によりマックスバリュ九州へ承継され、同日9時にマックスバリュ博多祇園店としてリニューアルオープンした。
2020年9月1日にマックスバリュ九州がイオン九州へ合併されたことに伴い、イオン九州の運営となった。

## 構造

### 現在
| 階      | フロア概要                                                                      |
| ------- | ------------------------------------------------------------------------------- |
| 11 - 3F | 賃貸オフィス                                                                    |
| 2F      | 立体駐車場                                                                      |
| 1F      | ウエルシア博多祇園センタープレイス店 過去：ドラッグストアモリキャナルシティ北店 |
| B1F     | 食料品のフロア                                                                  |